# Tomi Ungerer

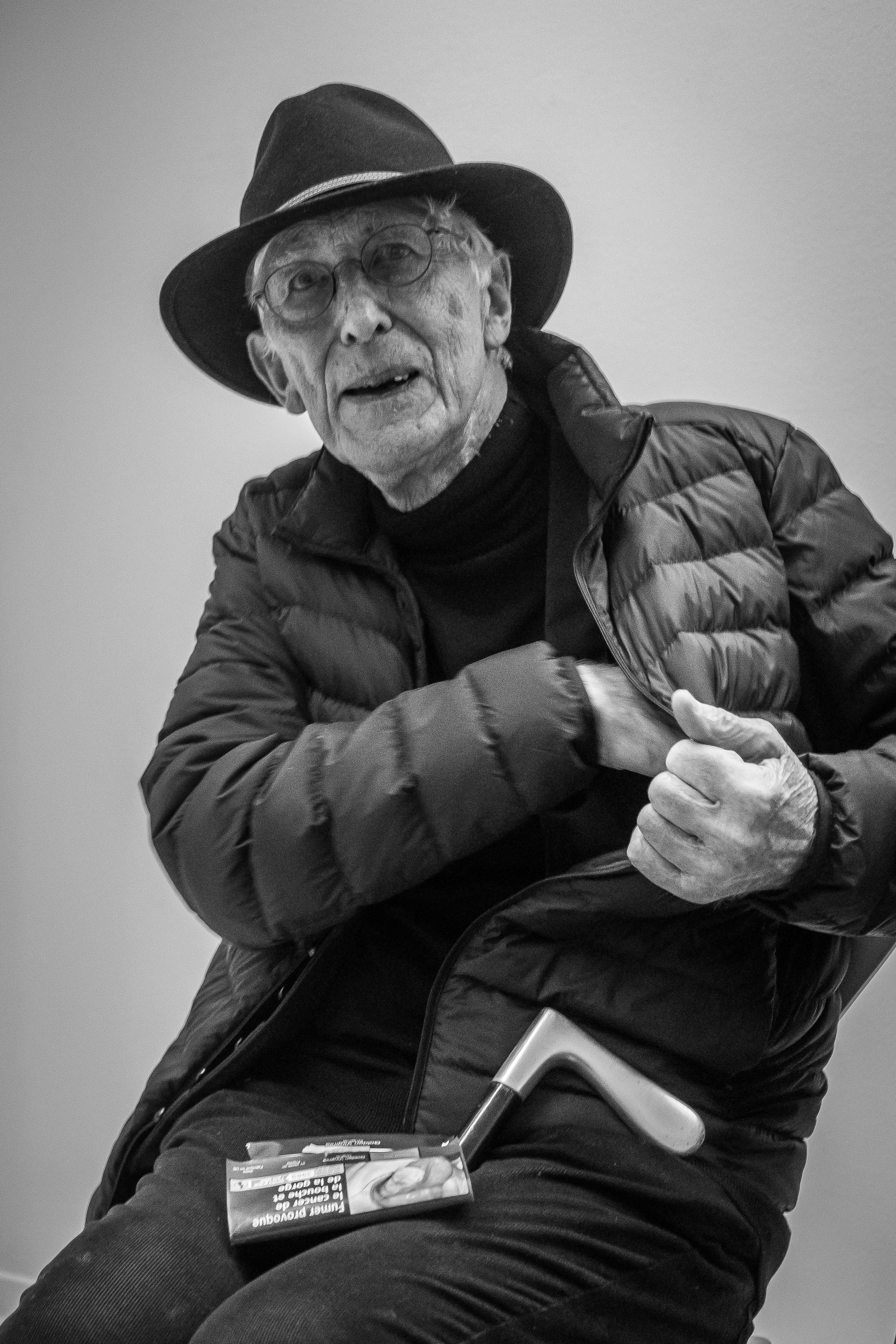
Tomi Ungerer (2017)

Jean-Thomas „Tomi“ Ungerer (* 28. November 1931 in Straßburg; † 9. Februar 2019 in Cork, Irland) war ein französischer Grafiker, Schriftsteller und Illustrator von Bilderbüchern für Kinder und Erwachsene. Ungerer verstand sich als Elsässer und überzeugter Europäer, blieb jedoch ein Skeptiker gegenüber der europäischen Bürokratie. Von 1976 an lebte er abwechselnd im Südwesten Irlands und in seiner Heimatstadt Straßburg.

## Leben

### Kindheit

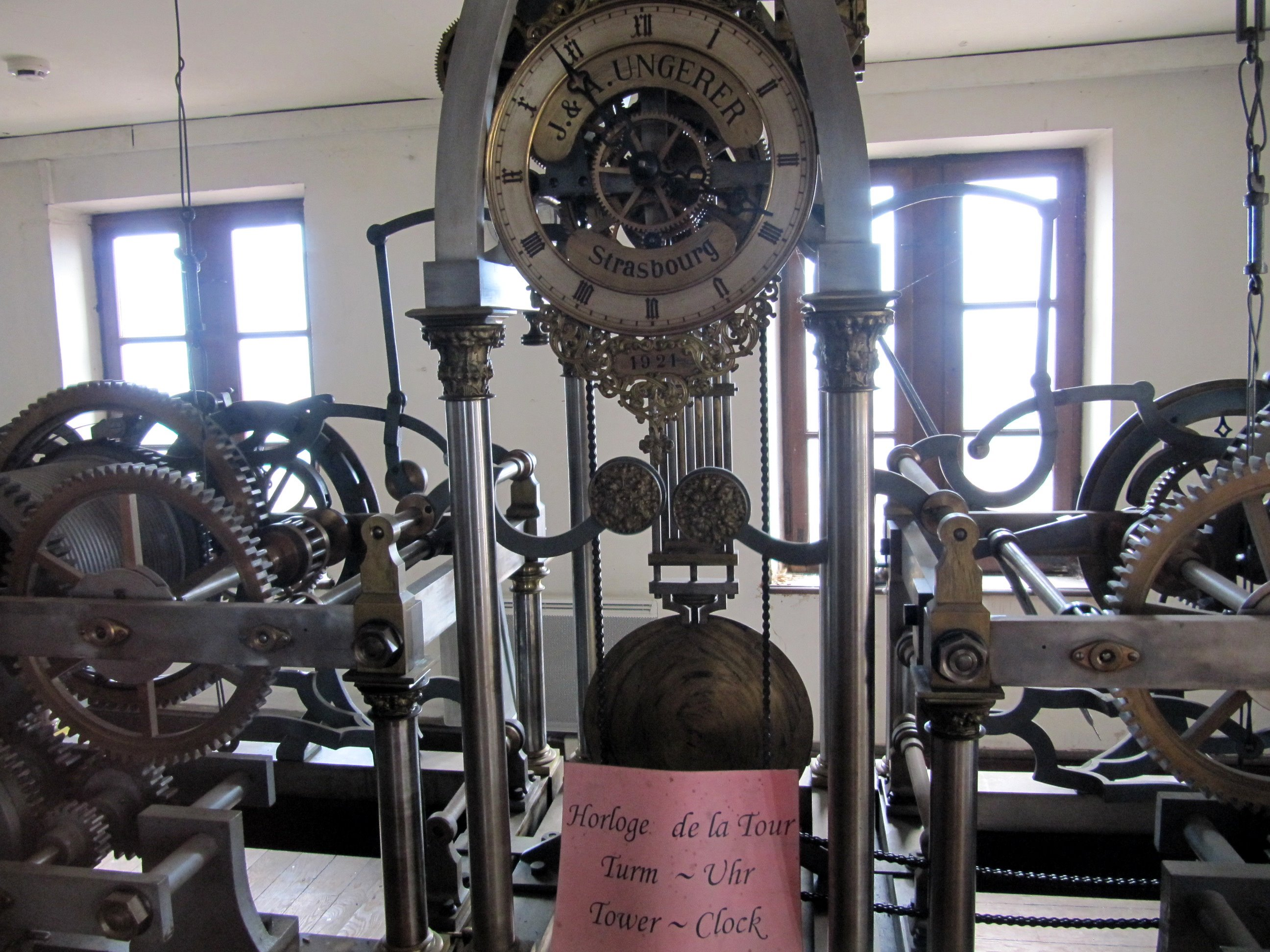
Turmuhr (1921) des Straßburger Münsters von J. & A. Ungerer

Tomi Ungerer wurde 1931 nach zwei Schwestern und einem Bruder als jüngstes Kind der Familie geboren. Er entstammte einer alteingesessenen protestantischen Familie aus dem Elsass. Sein Vater Théodore Ungerer und Großvater Alfred Ungerer arbeiteten als Uhrmacher und Turmuhrenfabrikanten. Théodore Ungerer war darüber hinaus auch ein Künstler, Historiker und Büchersammler. Er wartete u. a. die astronomische Uhr des Straßburger Münsters. Außerdem entwarf und baute er die größte astronomische Uhr der Welt im Dom von Messina auf Sizilien. Ungerers Mutter Alice, geborene Essler (1896–1989), stammte aus einer oberrheinischen Industriellenfamilie. Er lernte seinen Vater nie richtig kennen, denn dieser starb 1935 an den Folgen einer Blutvergiftung, als Tomi fast vier Jahre alt war. Später widmete er einige Bilderbücher ausdrücklich vierjährigen Kindern.
Die Mutter zog nach dem Tod des Vaters mit Tomi und seinen drei Geschwistern zurück in ihr Elternhaus nach Logelbach, einem Industrievorort von Colmar, das von der Firma Haussmann zur Verfügung gestellt worden war. Der Vater von Ungerers Mutter war technischer Direktor bei der Spinnerei Haussmann. Ungerer wurde als Kind von seinen Spielkameraden ferngehalten, und zu Hause sprach man nur Französisch, denn Elsässisch galt als die Sprache des Volkes. In seinem Kinderbuch Kein Kuss für Mutter (1974) spielt er auf diese Fürsorglichkeit an. Als Jüngstem in der Familie habe man ihm nie zugehört und ihn nicht ernst genommen, dafür habe man ihm alle Streiche durchgehen lassen.
Erst mit neun Jahren ging Ungerer wegen der Schulpflicht, die die deutsche Besatzung eingeführt hatte, zur Volksschule. Innerhalb von drei Monaten erlernte er die deutsche Hochsprache und den elsässischen Dialekt. Zudem kam er erstmals mit den einfachen Dorfkindern in Kontakt, von denen ihn seine Mutter hatte fernhalten wollen. Auf diese Weise erlebte er die deutsche Besatzung zunächst als eine persönliche Befreiung. Ungerer lernte sich anzupassen: zu Hause war er Franzose, in der Schule der deutsche Hans und bei seinen Spielkameraden ein Elsässer. Trotz dieser Beschwernisse schätzte er sein Familienleben als bildend und aufbauend für Geist und Gemüt ein: „Ich bin wirklich aufgewachsen mit dem Respekt vor der Schönheit der Natur. Und das hat mich total geprägt, mein ganzes Leben. Wir hatten ein echtes altmodisches Familienwesen: Jeden Abend nach dem Essen wurde Karten gespielt, aus Büchern vorgelesen oder gesungen.“ Er wurde von früh an ermutigt, zu zeichnen und zu schreiben. Seine Bushaltestelle zur „Matthias Grünewald-Schule, Oberschule für Jungen“ (heute Lycée Bartholdi) in Colmar lag vor dem Musée d’Unterlinden, in dem er sich immer bei Regen aufhielt und so oft Grünewalds Isenheimer Altar bewundern konnte.
Seine Schuljahre wurden zunehmend von Krieg und Besetzung geprägt. Im Erdgeschoss des Elternhauses wurde ein Wehrmachtsoffizier einquartiert. Gegenüber lag die Fabrik Haussmann, die zu einem Gefangenenlager umfunktioniert wurde. Im Winter 1944/1945 wurde drei Wochen lang in einem Stellungskrieg um den Brückenkopf Elsass (französisch Poche de Colmar) gekämpft. Ungerer durchlief einen zweimaligen Wechsel der Unterrichtssprache – von Französisch zu Deutsch durch autoritäre, nationalsozialistische Lehrer und wieder zurück zum Französischen, das nun ebenso konsequent durchgesetzt wurde. Ebenso belastete ihn, dass nicht nur Hochdeutsch, sondern auch der regionale Dialekt verboten wurde. Daher bezeichnete er die Vorgehensweise der Franzosen als ein „kulturelles Verbrechen“ (crime culturel) und einen „kulturellen Mord“. Ihm wurde nahegelegt, seinen Akzent abzulegen, bevor er sich mit französischer Literatur beschäftige. Dies führte zu Schwierigkeiten mit dem Französischen, sodass er knapp das Baccalauréat (Abitur) verfehlte. Schließlich wurde er in seinem Abschlusszeugnis vom Schuldirektor als „pervers und subversiv“ beurteilt. Während der deutschen Besatzung lernte er nach der Berlitz-Methode so gut Englisch, dass er nach dem Krieg als Dolmetscher für die französischen Offiziere arbeiten konnte.

### Wanderjahre
Mit zwölf Jahren schrieb er in sein Schulheft: „Ich werde der Wanderer sein.“ Seine frühen Jahre wurden tatsächlich zu ruhelosen Lehr- und Wanderjahren, er fuhr auf dem Fahrrad durch Frankreich, später quer durch Europa. Die Reisen führten ihn auch zu einem Méhari-Kamelreiter-Regiment in Algerien bei der französischen Fremdenlegion, wo unter Anleitung von Ungerer Nazilieder beim Marschieren gesungen wurden. Wegen einer Rippenfellentzündung lag er sechs Monate im Lazarett, dabei lernte er die arabische Musik kennen. Nach seiner Ausmusterung führten ihn seine Wanderungen zu Fuß und per Anhalter bis nach Nordnorwegen bei Murmansk ins sowjetische Grenzgebiet, danach war er auf kleinen Frachtern als Matrose im Nordatlantik unterwegs. Im Oktober 1953 schrieb er sich für ein paar Monate in der Straßburger École Municipale des Arts Décoratifs ein.
Einerseits hatte er Respekt vor dem Bildungsgut des Bildungsbürgertums, entwickelte eine Liebe zu den Büchern und schätzte besonders die Malerei. Andererseits hatte er auch eine große Energie und Willenskraft, sich mit Neuem auseinanderzusetzen und Grenzen zu überwinden, was ihm auch die US-amerikanische Kultur in Straßburg näher brachte. Im amerikanischen Kulturzentrum (Centre Culturel Américain, damals im amerikanischen Generalkonsulat) entdeckte er die Werke des Cartoonisten Saul Steinberg und des Zeichners James Thurber. Dort lernte Ungerer auch die amerikanische Fulbright-Studentin Nancy White kennen, mit der er eine Europareise machte und sie später heiratete. Bald stand sein Entschluss fest, sein Glück in der Neuen Welt zu suchen.

### USA
1956 wanderte Ungerer mit 60 Dollar und einigen Zeichnungen in der Tasche in die USA, nach New York, aus. Unterernährt und mit einer verschleppten Rippenfellentzündung wurde er von der Notfallstation eines Krankenhauses abgewiesen, wo man ihm eine Behandlung verweigerte, da er nicht genug Geld hatte. Anderntags sprach er bei der Kinderbuchlektorin von Harper, Ursula Nordström, vor, um einen Vertrag für sein Kinderbuch zu erhalten. Nordström lehnte zunächst bedauernd ab, nach seinem Zusammenbruch gewährte sie ihm schließlich einen Vorschuss von 500 Dollar Bargeld.
1957 gewann er seinen ersten Preis für sein erstes illustriertes Kinderbuch, The Mellops go flying, eine Geschichte mit kleinen Schweinchen. Programmatisch für sein Lebenswerk vereinten sich in den Figuren der kleinen Schweinchen kindliche Unschuld und in symbolischer Hinsicht das Laster. Das Buch wurde zum Bestseller. Im selben Jahr knüpfte er den Kontakt mit seinem späteren Hausverlag, dem Zürcher Diogenes Verlag. Nun arbeitete er gleichzeitig als Zeichner, Maler, Illustrator, Kinderbuchautor und Werbegrafiker.
In dem Zusammenhang illustrierte Ungerer 1967 im Auftrag des Diogenes Verlegers Daniel Keel das Erstlingswerk des damals in New York lebenden Journalisten Herbert Feuerstein, den satirischen Reiseführer "New York für Anfänger" [Quelle: Herbert Feuerstein "Die neun Leben des Herrn F." Autobiographie, S. 179 Abs. 2]. 
1956 heiratete er in den USA Nancy White, mit der er seit seiner Ankunft zusammen lebte. Da sie die Tochter des Sheriffs von Amarillo war, konnte sie ihm bei der schnellen Bewilligung der Greencard helfen. 1959 heiratete er die Herausgeberin und Journalistin Miriam Strandquest, mit der er die Tochter Phoebe (* 24. Mai 1961) hatte.
Mitte der 1960er-Jahre schockierte Ungerer mit den Cartoonbänden Geheimes Skizzenbuch und The Party, in denen er auf drastisch-satirische Weise die New Yorker Schickeria aufs Korn nahm. Ungerers Kreativität kannte nun auch keine Genregrenzen mehr, und er wandte gern alle Zeichentechniken an. 1969 erschien Fornicon, das später in England verboten wurde.
Die Karikaturen stellten Potenzwahn, Sexismus und Gier bloß. Seine Drastik und Radikalität blieben immer die Mittel eines Moralisten. Die Ironie der dargestellten sexuellen Praktiken basierte auf dem Prinzip der Übertreibung und dem Übermaß einer noch nie gesehenen Technisierung und Mechanisierung sexueller Wünsche. Ungerer war daher nicht nur mit der Prüderie in den USA und England konfrontiert, sondern später auch mit der Rachsucht der Ostküsten-High-Society.
Daneben zeichnete er auch Film-Plakate u. a. für die Star-Regisseure Stanley Kubrick (Dr. Seltsam) und Otto Preminger. In seiner New Yorker Zeit teilte er sich mit dem Schriftsteller Philip Roth ein Ferienhaus auf Long Island. Zu seinen weiteren literarischen Freunden zählten Tom Wolfe und Saul Bellow.
Trotz einer liberalen Aufbruchsstimmung in den USA stießen seine satirischen und erotomanischen Zeichnungen dort auf immer mehr Kritik. Ungerer wurde vom FBI beobachtet und verhört, seine Kinderbücher wurden verboten. Kein Kuss für Mutter erhielt in den USA den Preis für das schlimmste Kinderbuch, da darin u. a. Toby mit seinem Freund Zigarre raucht und beim Frühstück mit seinen Eltern eine Flasche Schnaps auf dem Tisch steht. Mit Bildern wie diesen hielt er sich zugute, einen neuen Realismus in die Kinderbuchliteratur eingeführt zu haben: „Keiner hat die Kinderbuchtabus so zerschmettert wie ich.“ In seinen Kinderbüchern spielen eher negativ bewertete Tiere wie Schlangen, Esel, Schweine, Tintenfische und Fledermäuse eine positive Hauptrolle, um damit Vorurteile gegenüber den Tieren und auch im Allgemeinen abzubauen.

### Schrittweise Heimkehr

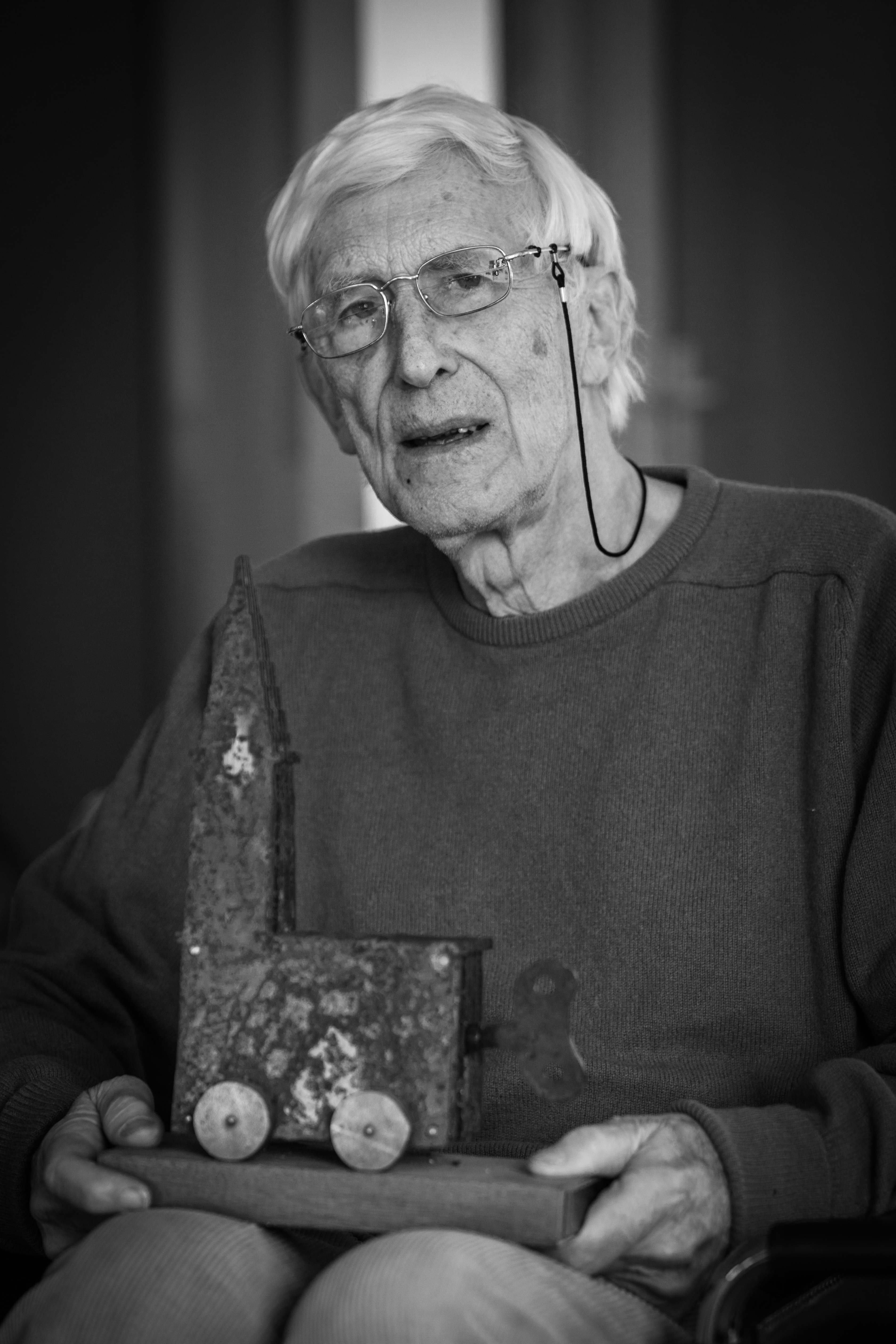
Tomi Ungerer (2014)

Ungerer verließ New York City 1971 nach 14 Jahren und suchte mit seiner dritten Frau, der US-Amerikanerin Yvonne Wright, auf einer Farm im kanadischen Neuschottland ländliche Ruhe und Inspiration. Dort wollten die vorherigen Großstädter autark leben, indem sie ihr eigenes Gemüse anbauten, Viehzucht betrieben und mit größter Überwindung und Willenskraft das Schlachten erlernten. Nach der jahrelangen Arbeit an den Illustrationen für die Volksliedersammlung Das Große Liederbuch (1975) trieb ihn das Heimweh wieder zurück nach Europa.
Seit 1976 lebte Ungerer mit seiner Frau Yvonne Wright, seiner Tochter Aria (geb. 1976) und seinen beiden Söhnen Lukas (geb. 1978) und Pascal (geb. 1980) abwechselnd in Straßburg und auf einer 160 Hektar großen Farm nahe der Stadt Cork in Irlands Südwestprovinz Munster. Dort widmete er sich der Schaf- und Rinderzucht. 1985 wohnte er für einige Monate in Hamburg bei der damals als Domina tätigen Domenica Niehoff, um sich Anregungen für einen Bild- und Interviewband über BDSM-Praktiken zu holen (Die Schutzengel der Hölle, 1986).
Während er in den USA noch an vielen Werbeaufträgen für große Unternehmen wie Pepsi-Cola, Calvert Company, TWA und die New York Times arbeitete, beschränkte er sich in Europa weitgehend auf die Angebote, die ihm die Kölner Agentur von Robert Pütz vermittelte.
So war er in den 1970er-Jahren Werbezeichner für den nordfranzösischen Lebensmittelproduzenten Bonduelle. Zu Beginn der 1980er-Jahre entwarf Ungerer für den deutschen Computerhersteller Nixdorf ein neues Bild in der Werbung und gestaltete Wandkalender mit historischen Schreib- und Rechenmaschinen.
Ab den 1970er-Jahren engagierte er sich für die Deutsch-Französische Freundschaft und erhielt dafür 1993 das Bundesverdienstkreuz. Im Bundestagswahlkampf 1972 schuf er für die „Willy wählen“-Kampagne der SPD die selbstironische Anzeigenserie „In Sachen SPD – Wir gegen uns!“ und trug so zur Wiederwahl ihres Kanzlerkandidaten Willy Brandt bei.
Die SPD errang dabei mit 45,8 Prozent der Zweitstimmen das beste Wahlergebnis ihrer Geschichte und stellte zum ersten Mal die stärkste Fraktion im Bundestag.

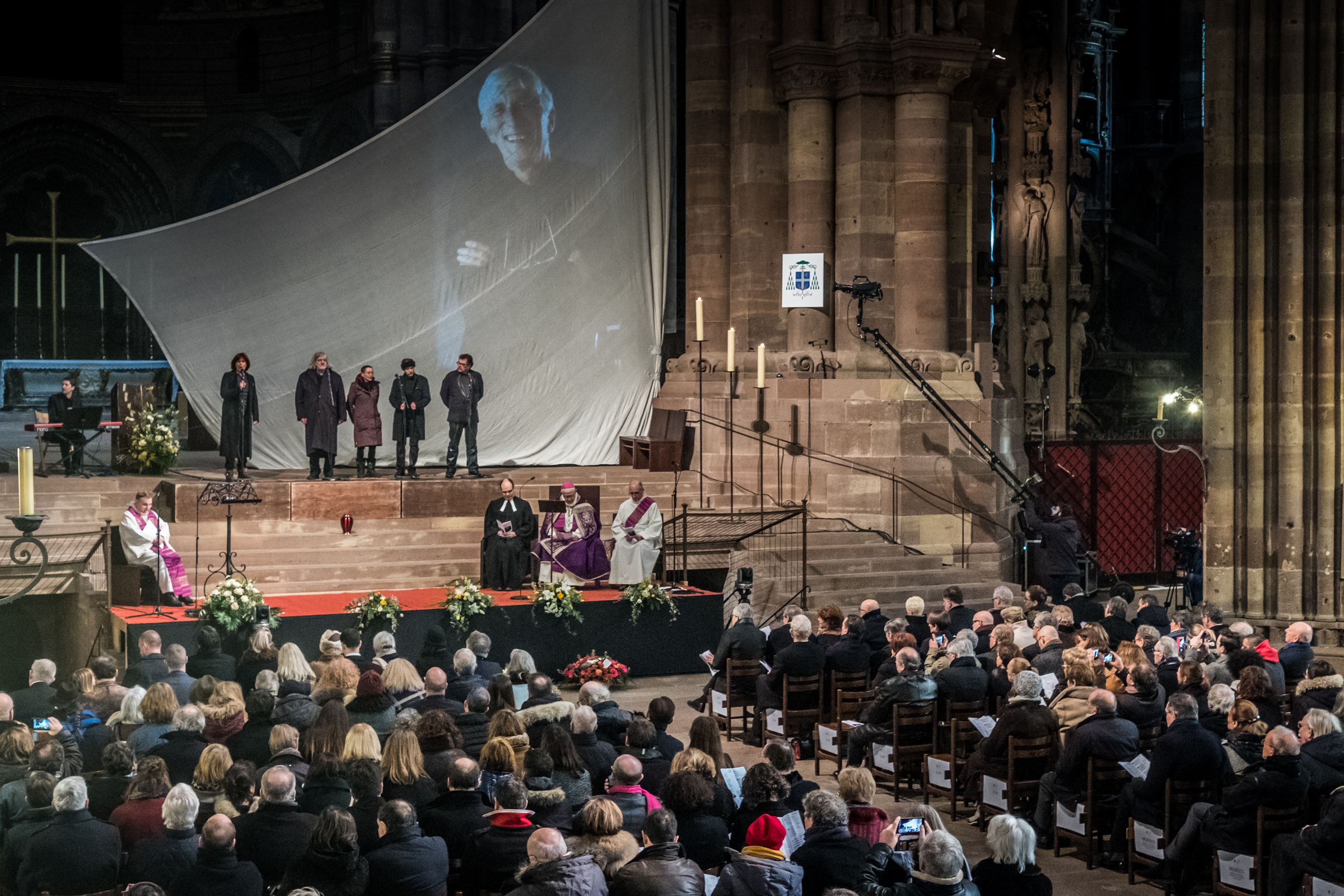
Trauerfeier für Ungerer im Straßburger Münster (2019)

In seinen letzten 40 Jahren brachte er rund 40.000 Zeichnungen zu Papier und veröffentlichte über 140 Bücher. Ab 1979 waren seine Werke in etwa 100 Ausstellungen zu sehen.
Seine Bücher wurden in über 28 Sprachen übersetzt.
Ungerer bezeichnete sich selbst als einen „Aufzeichner“: „Ich zeichne, was ich aufschreibe, und ich schreibe auf, was ich zeichne, um einen Gedanken klar, kurz und bündig auszudrücken.“
Mitte der 2000er-Jahre überwand Ungerer eine jahrelang andauernde, schwere gesundheitliche Krise mit drei Herzinfarkten, einer Krebserkrankung und fand danach erneut zu seiner alten Produktivität zurück. Nach dem Verlust eines Augenlichts musste er wegen des fehlenden räumlichen Sehens das Zeichnen erneut erlernen.
Er starb in der Nacht vom 8. auf den 9. Februar 2019 im Alter von 87 Jahren im Haus seiner Tochter Aria im irischen Cork. Ungerer entschlief friedlich mit einem Buch von Nabokov-Briefen neben sich. Sein letzter Wille war es, dass seine Asche zwischen Straßburg und Irland aufgeteilt wird. Bei einer Trauerfeier im Straßburger Münster u. a. mit Erzbischof Luc Ravel und Chansonnier Roger Siffer nahmen rund 1.000 Menschen von ihm Abschied.

## Arbeitsweise
Ungerer klagte zeitlebens über seine Ideenflut, sein Kopf würde von neuen Einfällen nur so explodieren: „«Erlebt er die Explosion als einen Augenblick der Freude?» «Alles geschieht mit Ungeduld, ich bin fast blind vor Ungeduld. Wenn ich an einer Sache arbeite, an einem Buch oder jetzt an diesen Collagen, dann gehts drauf – Schlag auf Schlag.»“ Das hohe Arbeitstempo eignete er sich an, um sich von einem andauernden Druck zu erleichtern:

„Ich kann keine Zeitung oder Zeitschrift aufblättern, ohne zehn Möglichkeiten für eine Collage oder Geschichte zu entdecken. [...] Ich kann den einzelnen Fäden nicht folgen, immer geht einer verloren und taucht irgendwann später wieder auf. Ich habe zu viele Ideen, aber mir fehlt die Energie, sie alle herauszubringen. Ich habe mindestens fünfzehn Bücher, die noch nicht fertig geschrieben oder gezeichnet sind. Kisten voller Aufzeichnungen über mein Leben in Irland, eine ganze Chronik. 
Es ist fast eine Panik von Ideen. Ich erwache am Morgen, und da ist sie schon, eine lange Schlange der Ideen, die alle darauf warten, benutzt zu werden. Und sie betteln: <Bitte benutze mich, bitte benutze mich!> Dann schreibe ich gleich zwei Sätze, mache ein paar Skizzen, aber dann denke ich an ein Objekt und renne in die Werkstatt. Es ist ein Wahnsinn, ich bin total unter Druck, die ganze Zeit.“

Er schuf dadurch im Laufe der Jahre ein „immenses Œuvre“, das mehrmals mit dem Lebenswerk von Picasso verglichen wurde. „Meistens arbeitet er an zehn, zwölf Kunstwerken gleichzeitig. Was die reine Masse seiner Werke angeht, muss er den Vergleich mit Picasso nicht scheuen.“ (Martin Zips, 2011) „Sicher ist er ein grandioser Karikaturist, aber letztlich ist er ein großer Künstler, [...] und von der Fülle her ist er absolut einzigartig. [...] so etwas kennen wir sonst nur von Picasso ...“ (Werner Spies, 2010) Zudem förderte seine hohe Produktivität, dass er sein Zeichenmittel nicht nur auf den Stift beschränkte, sondern alle möglichen Zeicheninstrumente benutzte: „Er probiert alles mit demselben Enthusiasmus, und das in jedem Medium: Bleistift, Buntstift, Zeichenkohle, Kreide, Filzstift, Tinte, Wasserfarben, Tempera, Ölfarben, Collage und Skulptur – er beherrscht sie alle.“ (Peter Sís, 2010)
Sein Zeichenstil wird von Kollegen als eine „Kunst der Auslassung“ gerühmt, da er mit so wenig Linien wie nötig so viel wie möglich ausdrücken konnte. „Ich kannte keinen anderen Künstler, der ein Thema mit einer solchen Intensität und Konzentration anpacken konnte, und «mit links», wie es schien. Seine Linienführung ist schlicht phänomenal. Ungerer ist ein Meister darin, mit wenig viel zu bewirken. Randolph Caldecott beschrieb diese Methode des Zeichnens und Illustrierens als «wissenschaftliche Kunst der Auslassung» und sagte dazu: «Je weniger Linien, umso weniger Fehler.» Besser ausdrücken lässt sich das nicht.“ (Peter Sís, 2010) Dieser Stil wurde auch als eine „besessene Suche nach der vollkommenen Linie“ beschrieben. Denn Ungerer war nur selten auf Anhieb mit seinem ersten Entwurf zufrieden. Erst nach mehreren Versuchen war er von dem Ergebnis überzeugt.

“When he draws, Ungerer never uses an eraser, preferring to redraw something as often as 30 times to get it right, but without losing the spontaneity. He is rarely satisfied, and hates to look back at his work.”

„Wenn er zeichnet, benutzt Ungerer nie einen Radiergummi und zieht es vor, etwas bis zu 30 Mal neu zu zeichnen, um es richtig zu machen, aber ohne die Spontaneität zu verlieren. Er ist selten zufrieden und hasst es, auf seine Arbeit zurückzublicken.“

Seine leichthändige Linienführung ist daher „streng und präzise“ erarbeitet worden. „Die graphische Leichtigkeit, die sein Werk kennzeichnet und so natürlich wirken lässt, ist in Wirklichkeit das Ergebnis einer strengen Disziplin.“ Ungerer umschrieb es mit einem Vergleich: „Ich vergleiche das Zeichnen mit der Chirurgie. Eine Feder oder ein Stift führen auf dem Papier eine Operation durch.“
Ebenso wird seine Konzentration des Sinngehalts auf das Bildgeschehen geschätzt. Für die Verlegerin Susan Hirschman ist schon Ungerers frühes Kinderbuch Crictor, die gute Schlange (1959) ein Beispiel für ein „perfektes Bilderbuch“: «... wegen dem, was er im Text auslässt und in die Bilder bringt.»

## Elsässische Identität
Tomi Ungerer betonte wiederholt seine elsässische Identität, die an der Grenzlinie zwischen französischer und deutscher Kultur liege und kritisierte heftig den französischen Zentralismus, der die Auslöschung der elsässischen Sprache zum Ziel habe.

« La liberté c’est avant tout le droit de l’individu à sa propre identité. L’égalité c’est l’harmonie entre les différences qui se complètent. La fraternité se crée dans le respect de l’identité des autres.

Pour le jacobinisme centraliste français avec son idéal de citoyens identiques issus d’un moule scolaire, ceci est anathème!

Pour faire de nous Alsaciens, une région de Kougelhopfs et de Dumkopfs docilisés, la France de l’après-guerre a commis, un assassinat culturel. Par le biais de l’enseignement, elle s’est acharnée à nous déraciner de nos origines qui sont germaniques. Même s’il est préférable que nous soyons les Allemands de la France plutôt que les Français de l’Allemagne, nous n’en sommes pas moins stigmatisés, nous sommes les Ploucs am Rhein, jadis tout simplement des sales boches!
Ceci a changé avec le rapprochement franco-allemand, un miracle historique sans précédent et de plus avec une Europe intégratrice. Je ne dis plus que l’Alsace c’est comme des toilettes, toujours occupée… La décentralisation en France a fait des progrès.

L’Alsacien est une langue alémanique, analogue au vieil allemand. Nulle part en France vous ne trouverez des localités comme Ichtratzheím ou Souffelweyersheim heureusement intraduisibles, comme Rappschwihr donc Rappelsweiler gallinisé en Ribeauvillé. »

„Freiheit ist vor allem das Recht des Einzelnen auf seine eigene Identität. Gleichheit ist die Harmonie zwischen den sich ergänzenden Unterschieden. Brüderlichkeit wird mit Respekt für die Identität anderer geschaffen.

Für den französischen zentralistischen Jakobinismus mit seinem Ideal von identischen, durch die Schule geformten Bürgern ist dies ein Gräuel!

Um uns Elsässer zu einer Region von Kougelhopfs und gefügigen Dumkopfs zu machen, hat Frankreich nach dem Krieg einen kulturellen Mordversuch begangen. Durch einseitigen Unterricht hat es unermüdlich daran gearbeitet, uns von unserer germanischen Herkunft zu entwurzeln. Auch wenn es besser ist, dass wir die Deutschen von Frankreich sind, anstatt die Franzosen von Deutschland, sind wir nicht weniger stigmatisiert, wir sind die Hinterwälder am Rhein, ganz einfach ehemalige dreckige boches!

Dies hat sich mit der deutsch-französischen Annäherung geändert, einem beispiellosen historischen Wunder und darüber hinaus mit einem sich integrierenden Europa. Ich sage nicht mehr, dass das Elsass wie die Toiletten ist, die immer besetzt sind… Die Dezentralisierung in Frankreich hat Fortschritte gemacht.

Elsässisch ist eine alemannische Sprache, analog zu Altdeutsch. Nirgendwo in Frankreich gibt es Orte wie Ichtratzheim oder Souffelweyersheim, die erfreulicherweise unübersetzbar sind, wie Rappschwihr, also Rappelsweiler, das zu Ribeauvillé gallinisiert wurde.“

In der zitierten Rede rief Ungerer die Elsässer auf, weiterhin zu Hause Elsässisch zu sprechen und sich für Institutionen einzusetzen, die das Elsässische propagierten. Die deutsche Sprache müsse in den Grundschulen gelehrt werden. Über den Verlust und die Missachtung der elsässischen Sprache seitens des offiziellen Frankreichs empfinde er „Trauer, Wut und Abscheu“ («J’en éprouve de la tristesse, de la colère et du dégoût»).

## Soziales und kulturelles Engagement
Neben seiner künstlerischen Arbeit setzte sich Ungerer unter anderem auch für Aktionen und Programme ein, um jugendliche Straftäter von der Straße zu holen, für eine Integration von Einwanderern in französischen Schulen sowie für eine Hilfe für Aidspatienten und krebskranke Kinder. Ungerer selbst sah sich nicht als Franzose oder Deutscher, sondern als Elsässer und bezeichnete sich als überzeugten Europäer. Daher war für ihn auch die Bewahrung und Förderung des Elsässischen und damit der Zweisprachigkeit an elsässischen Schulen ein großes Anliegen. Im Sommer 2010 stellte er für eine Ausstellung in der Gedenkstätte KZ Osthofen bei Worms ausgewählte Grafiken und Zeichnungen zur Verfügung.
Ungerer war auch ein Gourmet, und als Genießer der elsässisch-badischen Küche war er auch mit Meisterköchen befreundet, so etwa mit Philippe Schadt in Blaesheim (Chez Philippe), mit dem Chansonnier und Kabarettleiter Roger Siffer oder mit Karl-Josef Fuchs in Münstertal (Schwarzwald); für ihre Gäste stellen sie Ungerers Aquarelle und Zeichnungen aus. Viele elsässische Weinstuben (Winstub) nahmen als Bezahlung Aquarelle von ihm an und präsentieren sie den Gästen.

### Mitgliedschaften
- Mitarbeit in der „Commission interministérielle franco-allemande“, 1987 von Minister Jack Lang berufen[3]
- Gründung der „Vereinigung Kulturbank“ 1990 in Straßburg zur Förderung des deutsch-französischen Kulturaustauschs[3]
- „Botschafter für Kindheit und Erziehung“ für den Europarat seit 2000[29]

## Musée Tomi Ungerer

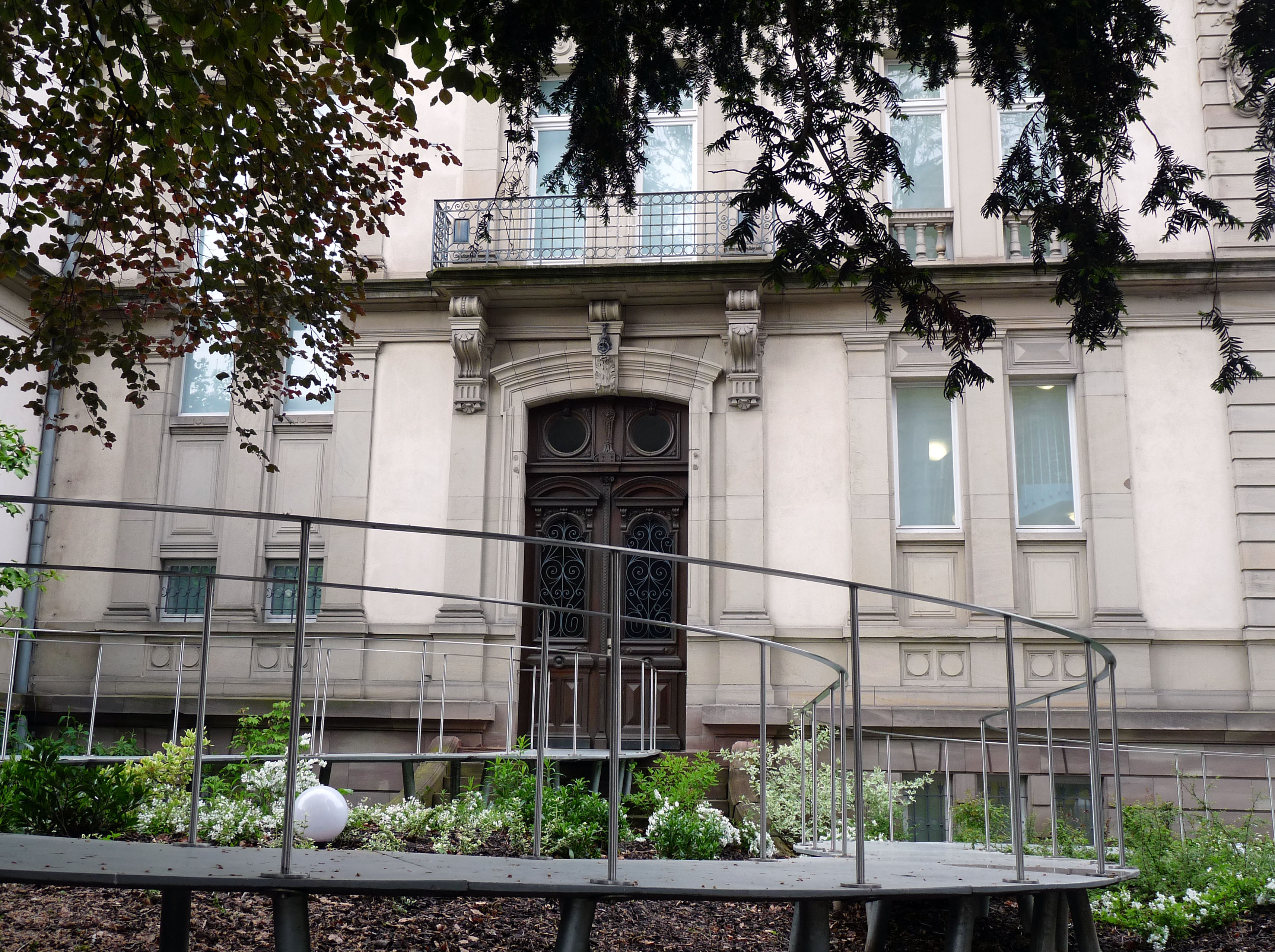
Musée Tomi Ungerer

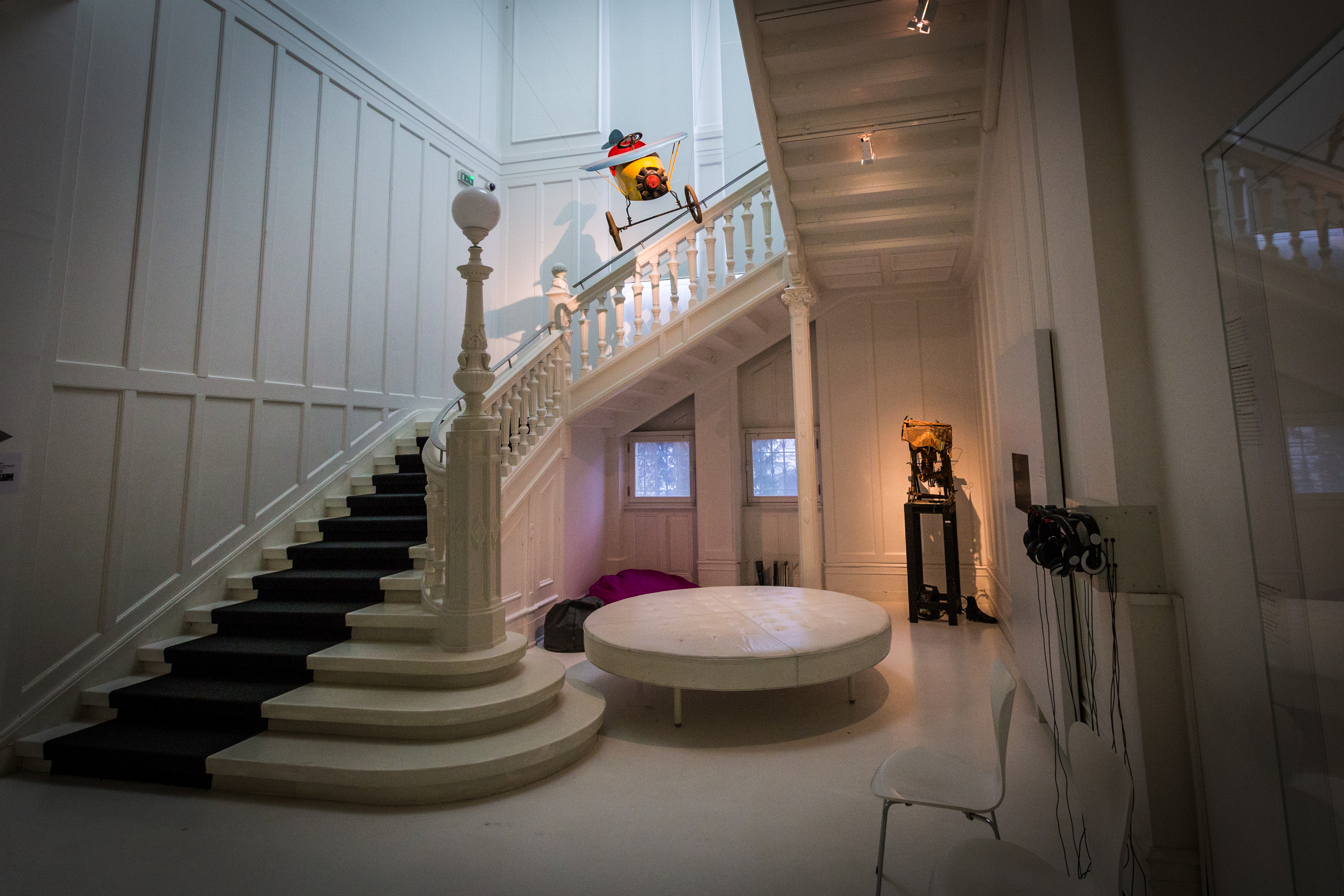
Foyer mit Spielflugzeug

In Straßburg befindet sich seit 2007 das Musée Tomi Ungerer – centre international de l’illustration. Damit wurde ihm als ersten lebenden Künstler Frankreichs ein eigenes Museum gewidmet. Ungerer führte dazu an, dass es einmal eine Verordnung gegeben habe, keinem lebenden Künstler Frankreichs ein Museum zu stiften. Danach folgte im Mai 2014 das Musée Soulages in Rodez für den Maler und Graphiker Pierre Soulages.
Die Museumssammlung gründet sich auf eine Schenkung Ungerers mit einem Teil seines grafischen Lebenswerks (8000 Zeichnungen, 2000 Plakate, Grafiken usw.) sowie einer großen Spielzeugsammlung, dem Familienarchiv, Presseartikeln und Fotografien. Die Ausstellung wechselt dreimal jährlich, dabei werden jeweils 300 Werke präsentiert.
Nach langjährigen Vorbereitungen und Verzögerungen wurde am 2. November 2007 in der klassizistischen „Villa Greiner“ im Stadtzentrum von Straßburg das Museum eröffnet. Es befindet sich unmittelbar neben dem Nationaltheater. Es ist geplant, die zweite Hälfte der Villa Greiner zu einer Sammlung von Werken denjenigen Cartoonisten und Zeichner auszubauen, deren Werke Ungerer beeinflusst haben. Aus Anlass des „Tomi-Ungerer-Jahres 2011“ in Straßburg zu seinem 80. Geburtstag wurde im Garten der Villa eine 2,40 Meter hohe Metallfigur nach seinem Entwurf aufgestellt.
Die Innenräume des Museums – Decken, Wände, Treppenhäuser und der Fußboden – sind wie Ungerers Wohnung ganz in neutralem Weiß gehalten.

## Auszeichnungen (Auswahl)

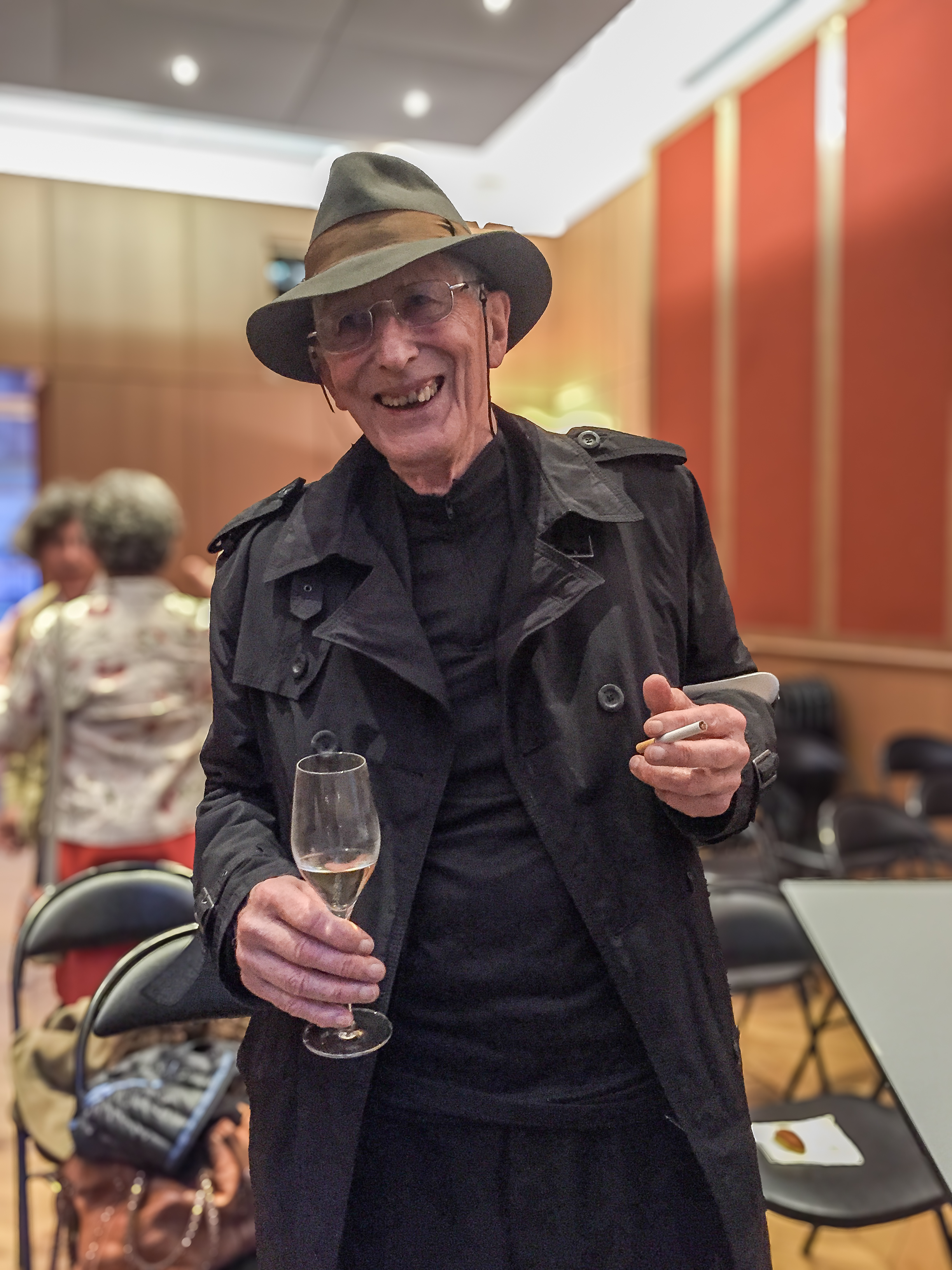
Tomi Ungerer (2015)

- 1980: Grand Bretzel d'Or[76] für seinen Beitrag zur Förderung und Darstellung der elsässischen Originalität und ihres kulturellen Reichtums.[77]
- 1983: Jacob-Burckhardt-Preis der Johann-Wolfgang-Goethe-Stiftung in Basel
- 1992: Ernennung zu den 500 World Leaders of Influence durch das American Biographical Institute
- 1993: Deutsches Bundesverdienstkreuz am Bande.[78]
- 1995: Grand Prix National des Arts Graphiques („Großer Nationalpreis für Graphik“) vom französischen Ministère de la Culture.[79]
- 1998: Internationaler Hans-Christian-Andersen-Preis
- 1999: European Prize for Culture[80] der Kulturstiftung Pro Europa.[81]
- 2000: Karikaturpreis der deutschen Anwaltschaft
- 2001: Offizier der französischen Ehrenlegion
- 2002: Verdienstmedaille des Landes Baden-Württemberg
- 2003: Erich Kästner Preis für Literatur der Münchner Erich Kästner Gesellschaft e. V., Laudatorin war die ehemalige BVerfG-Präsidentin Jutta Limbach.[82]
- 2004: Ehrendoktorwürde der Universität Karlsruhe
- 2005: e.o.plauen Preis
- 2006: Ehrenpreis des oberrheinischen Hochschulpreises Prix Bartholdi, für seine Verdienste als „Wanderer zwischen den Sprachen und Kulturen“[83] und um die grenzüberschreitende Zusammenarbeit in der deutsch-französisch-schweizerischen Oberrheinregion.[84]
- 2007: Ehrenmedaille der Stadt Karlsruhe[85]
- 2008: Deutsches Bundesverdienstkreuz 1. Klasse.[86]
- 2008: Prix de l’Académie de Berlin
- 2008: Medienpreis des Deutsch-Französischen Journalistenpreises (DFJP)
- 2009: Eckart Witzigmann Preis für das Kulturthema Essen in Literatur, Wissenschaft und Medien[87]
- 2011: Lifetime Achievement Award der Society of Illustrators, USA[88]
- 2014: Prix Spécial Sorcières, Kinder- und Jugendliteraturpreis für das Gesamtwerk Ungerers.[89]
- 2015: Markgräfler Gutedelpreis
- 2017 „Ehrenpreis des Bayerischen Ministerpräsidenten“ im Rahmen des Bayerischen Buchpreises
- 2018: Kommandeur der Ehrenlegion
- 2018: Ehrentitel „Professor“ des Landes Baden-Württemberg.[90]
- 2019: Am 15. Februar 2019 gab die Straßburger Nominierungskommission für Straßen und Schulen bekannt, dass der Tivoli-Platz (Square du Tivoli) im Stadtteil Wacken in Place Tomi Ungerer umbenannt wird. Ungerers Familienhaus befindet sich in der benachbarten rue Jean-Jacques Rousseau. Eine Statue oder Büste des Künstlers soll ebenfalls im Herbst aufgestellt werden.[91]

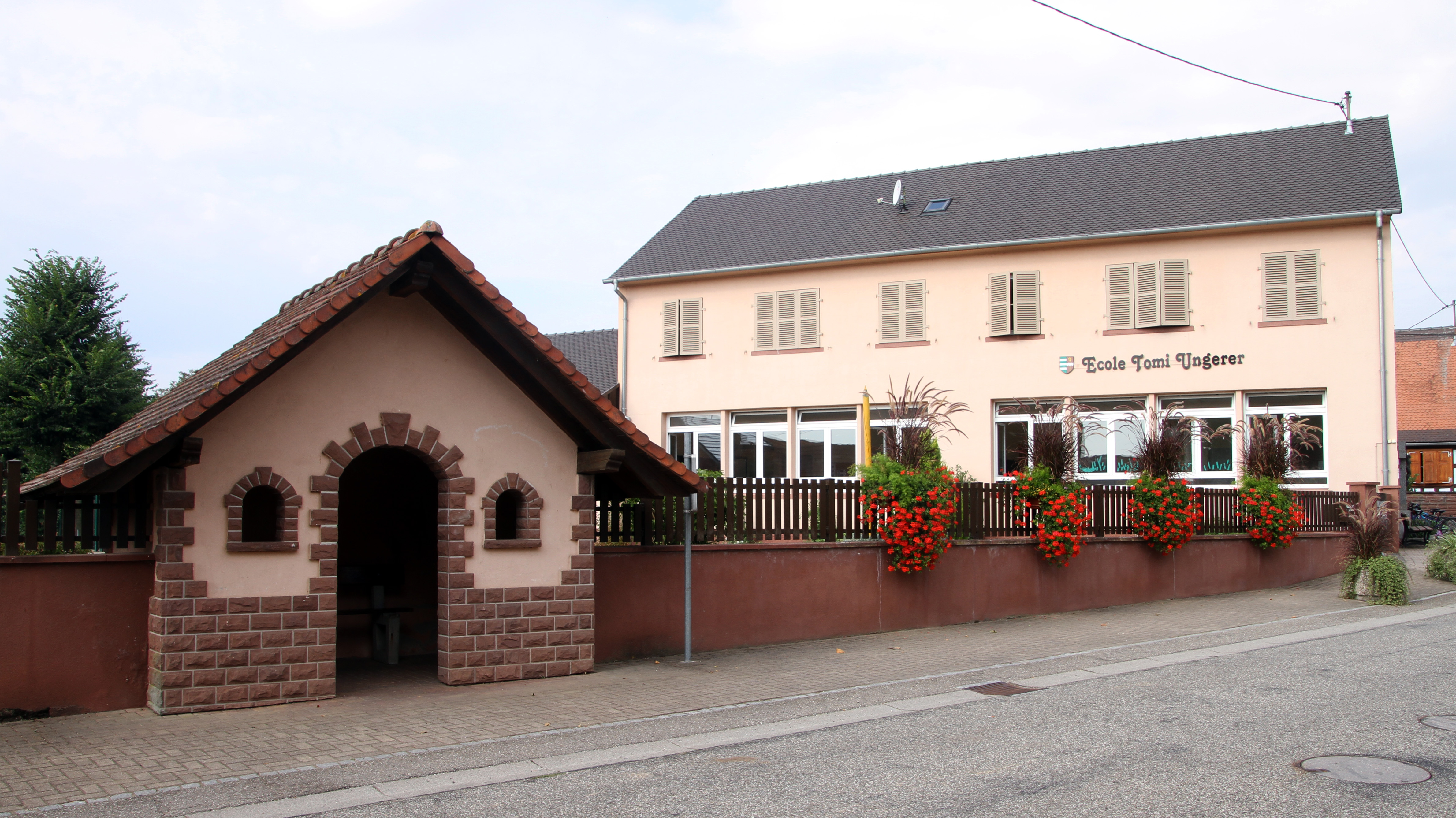
École primaire Tomi Ungerer in Wintzenbach

Bereits zu seinen Lebzeiten wurden mehrere Schulen und Kindergärten im Elsass nach ihm benannt wie etwa das Collège Tomi Ungerer in Dettwiller, die École primaire Tomi Ungerer in Wintzenbach, die École maternelle Tomi Ungerer in Duttlenheim, die École maternelle Tomi Ungerer in Fegersheim und die École primaire Tomi Ungerer in Juvisy-sur-Orge in der Region Île-de-France.

## Werke

### Bilderbücher für Kinder
In mehr als 150 Kinderbüchern hat Ungerer immer einfühlsam und liebenswürdig Partei für die Rechte der Kinder auf Eigenständigkeit, Neugierde und Selbstverwirklichung ergriffen.
| - Adelaide. New York 1959 (Englisch), deutsche Erstausgabe übersetzt von Anna von Cramer-Klett: Adelaide, das fliegende Känguruh. Diogenes Verlag, Zürich 1980, ISBN 3-257-25034-7. - Crictor, die gute Schlange. 1959, ISBN 3-257-00501-6. - Die drei Räuber. (1961) kam 2007 unter dem Titel Die drei Räuber als Animationsfilm in die Kinos - Sechs kleine Schweine. 1962. - Der Mondmann. 1966, verfilmt 2007: Mondmann und 2012: Der Mondmann (2012) - Warwick und die 3 Flaschen. 1967. - Vieles gibt’s, das jederzeit vier Jahre alte Kinder freut. 1969. - Zeraldas Riese. 1970, ISBN 3-257-00531-8. - Der Bauer und der Esel. Eine Fabel. 1971. - Der Zauberlehrling. 1971, ISBN 3-257-00538-5. - Der Hut. 1972, ISBN 3-257-00540-7. - Das Biest des Monsieur Racine. 1972/2006, ISBN 3-257-00544-X. - Papa Schnapp und seine noch-nie-dagewesenen Geschichten. 1973/1992, ISBN 3-257-00556-3. - Kein Kuss für Mutter. 1974, ISBN 3-257-25018-5. (Originalausgabe >No Kiss for Mother< 1973) | - Allumette. 1974/1993, ISBN 3-257-00568-7. - Tomi Ungerers Märchenbuch. 1975/2001, ISBN 3-257-00871-6. (Das Feuerzeug von Hans Christian Andersen; Das kluge Gretel und Tischchen deck dich von den Brüdern Grimm; Petronella von Jay Williams; Tauschen, ein Volksmärchen und die Wahrheit über Rotkäppchen von Tomi Ungerer). - Emil, der hilfreiche Tintenfisch. 1980. - Rufus, die farbige Fledermaus. 1980. - Der Mondmann. 1996, ISBN 3-257-00512-1. - Flix. 1997, ISBN 3-257-00842-2. - Otto. Autobiografie eines Teddybären. 1999, ISBN 3-257-00857-0. - Die blaue Wolke. 2000, ISBN 3-257-00867-8. - Die Abenteuer der Familie Mellops. Fünf Geschichten in einem Band. 2006, ISBN 3-257-01118-0. - Zloty. 2009, ISBN 978-3-257-01144-9. - Der Nebelmann. Eine Geschichte aus Irland. 2012, ISBN 978-3-257-01134-0. - Schnecke, wo bist du? 2014, ISBN 978-3-257-01159-3. - Non Stop. deutsche Übersetzung von Peter Torberg und Sophie Torberg. 2019, ISBN 978-3-257-02163-9. - Und jetzt du. 2021, ISBN 978-3-257-01295-8. |

### Bilderbücher für Erwachsene
| - Tomi Ungerers Weltschmerz. 1961. - Basil Ratzki. 1967. - Tomi Ungerers geheimes Skizzenbuch. 1968. - The Party. 1969. - Fornicon. 1970. - Tomi Ungerers Kompromisse. 1970. - Der Sexmaniak. 1971. - Ho Ho Hochzeit. 1971. - The Poster Art of Tomi Ungerer. 1972. - Der Spiegelmensch. 1973. - Adam & Eva. 1974. - Freut euch des Lebens. 1975. - America. 1975. - Der erfolgreiche Geschäftsmann. 1976. - Totempole. 1976. - Babylon. Vorwort von Friedrich Dürrenmatt. 1979, ISBN 3-257-00493-1. | - politrics (1979) - Der Furz. Vom Urknall bis heute. Die seit Menschengedenken umfassendste Dokumentation des Furzens, zusammengestellt und kommentiert von Alfred Limbach, illustriert von Tomi Ungerer, hrsg. von Robert Pütz. Argos Press, Köln 1980. - Symptomatics. 1982. - Das Kamasutra der Frösche. 1982, ISBN 3-257-20891-X. - Rigor Mortis. 1983. - Slow Agony. 1983, ISBN 3-257-02002-3. - Schwarzbuch. Gruner und Jahr, 1984, ISBN 3-570-05675-9. - Tomi Ungerers Frauen. 1984. - frisch, frosch, fröhlich, frei. 1985. - Warteraum. 1985, ISBN 3-257-02012-0. - Schutzengel der Hölle. Diogenes, 1986, ISBN 3-257-02016-3. - Tomi Ungerer’s Erzählungen für Erwachsene. 1993, ISBN 3-453-05598-5. - Erotoscope. 2003, ISBN 3-8228-2381-3. |

### Ausstellungen (Auswahl)
- 1970: Tomi Ungerer, Galerie Daniel Keel, Zürich
- 1972: Sieben phantastische Humoristen: Paul Flora, Edward Gorey, Luis Murschetz, J. J. Sempé, Roland Topor, Tomi Ungerer, Reiner Zimnik. Zürich, Galerie Daniel Keel, 5. Oktober – 18. November 1972; Ausstellungskatalog: OCLC 758385075.
- 1991: Kunstverein Ingolstadt
- 1999: Tomi Ungerer. Zwischen Marianne und Germania. Hamburg, Museum für Kunst und Gewerbe, 19. Dezember 1999 – 13. Februar 2000; Berlin, Deutsches Historisches Museum, 16. März 2000 – 13. Juni 2000.[2]
- 2004: »Mein Elsass«, Tomi Ungerer. Kassel, Caricatura, 6. März 2004 – 31. Mai 2004.[39]
- 2009: Tomi Ungerer – Illustrationen aus einer Privatsammlung. Berlin, Ephraim-Palais, 3. Juli 2009 – 4. Oktober 2009.[57]
- 2010: Eklips – Neues für die Augen 1960 bis 2010. Schwäbisch Hall, Kunsthalle Würth, 13. Mai 2010 – 19. September 2010.[99]
- 2010: Tomi Ungerer – Gedanken bleiben frei! Gedenkstätte KZ Osthofen, Landeszentrale für politische Bildung Rheinland-Pfalz (LpB), 11. Mai 2010 – 8. August 2010.[62]
- 2012: Satiricon. Das satirisch-komische Werk. Frankfurt am Main, Caricatura Museum für Komische Kunst (in Kooperation mit dem Musée Tomi Ungerer), 8. Dezember 2011 – 18. März 2012.[100]
- 2014: »Da bin ich«. Hannover, Museum Wilhelm Busch – Deutsches Museum für Karikatur und Zeichenkunst (in Zusammenarbeit mit dem Musée Tomi Ungerer), 8. November 2014 – 1. März 2015, (Beteiligung).[101]
- 2016: Tomi Ungerer • Incognito. Essen, Museum Folkwang (in Zusammenarbeit mit dem Kunsthaus Zürich), 18. März 2016 – 16. Mai 2016, Präsentation von 160 kaum bekannten Collagen aus allen Schaffensphasen.[102]
- 2019:  Tomi Ungerer: Satirische Graphik. Ratzeburg, A. Paul Weber Museum,  27. September 2019 – 24. November 2019.[103]
- 2021: Tomi Ungerer • It´s all about freedom. Hamburg, Deichtorhallen (Sammlung Falckenberg), 27. November 2021 – 24. April 2022.[104]

   Liste aller Ausstellungen:

Zeichnungen
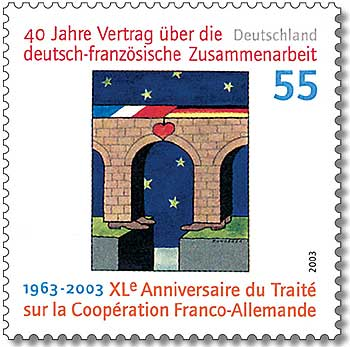
„40 Jahre deutsch-französischer Freundschaftsvertrag“, deutsche Briefmarke, 2003, Parallelausgabe mit Frankreich
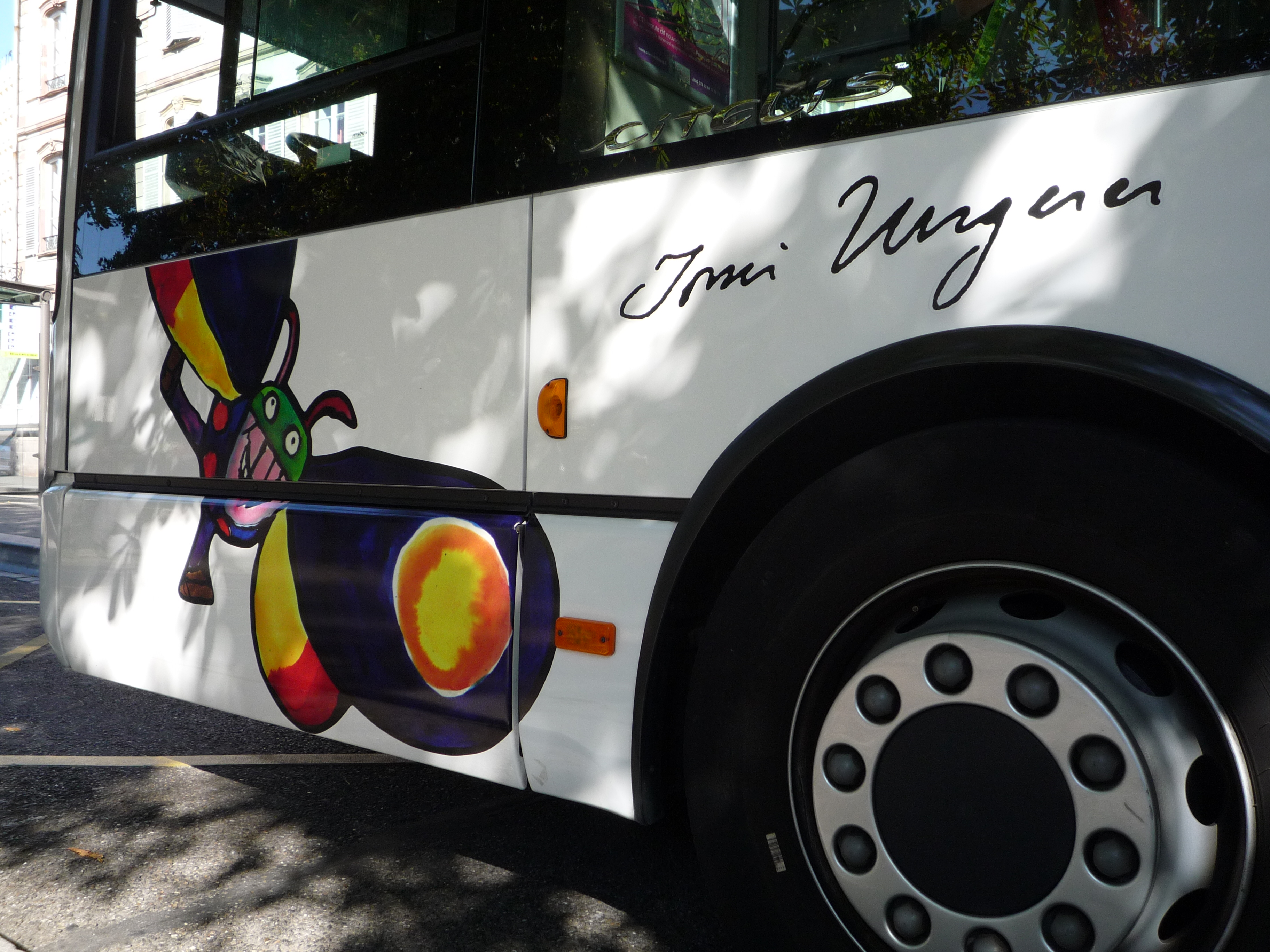
Die Compagnie des Transports Strasbourgeois (CTS) präsentierte Ungerers Zeichnungen auf ihren Bussen[106] in Straßburgs Tomi-Ungerer-Jahr 2011.

### Weitere Veröffentlichungen
- Das große Liederbuch. Diogenes, Zürich 1975, ISBN 3-257-00947-X
204 deutsche Volks- und Kinderlieder aus dem 14. bis 20. Jahrhundert mit Originalnoten und -text. Ausgewählt von Anne Diekmann und illustriert mit über 150 Aquarellen von Tomi Ungerer.
(Er beschwört hier ein mythisches und ideales Elsass mit Feldarbeit, häuslichen Szenen, Landschaften und Dörfern, beeinflusst vom Stile Gustave Dorés, dem Straßburger Maler, Grafiker und Illustrator, sowie vom Grafiker Hansi (Jean-Jacques Waltz) und von Ludwig Richter. Fünf Jahre lang arbeitete Ungerer an diesem Werk, zur Recherche über die Lieder legte er sich eine umfassende Bibliothek an.)
- Das kleine Kinderliederbuch. Diogenes, Zürich 1979, ISBN 3-257-25029-0. Auswahl aus Das große Liederbuch, 204 deutsche Volks- und Kinderlieder.
- Heute hier, morgen fort. Diogenes, Zürich 1983, ISBN 3-257-02001-5.
als Hörbuch: Hrsg. von Heiner Boehncke und Rainer Wick. 3 CDs mit Beiheft. Spieldauer: 3 Std. 15 Min., Hessischer Rundfunk, Kein & Aber, Zürich 2001, ISBN 3-0369-1204-5.
- Derby. Diogenes, Zürich 1987, ISBN 3-257-02020-1.
- Tomi Ungerers Fundsachen. Text: Tomi Ungerer, Fotografien von Barbara Kramp, Andrea Kramp und Bernd Gölling. Ellert & Richter Verlag, Hamburg 1987, ISBN 3-89234-038-2.
- Die Gedanken sind frei. Meine Kindheit im Elsass. Diogenes, Zürich 1993, ISBN 3-257-23106-7.
(Hommage an sein Elsass in vorwiegend literarischer Form.)
- Das große Katzenbuch. Die schönsten Geschichten, Gedichte und Aphorismen. Diogenes, Zürich 1995, ISBN 3-257-01009-5.
- Katzen. Diogenes, Zürich 1998, ISBN 3-257-02063-5.
- Es war einmal mein Vater. Diogenes, Zürich 2003, ISBN 3-257-02080-5.
- Elsass. Das offene Herz Europas. Édition La Nuée Bleue / Dernières Nouvelles d’Alsace, Straßburg 2004, ISBN 2-7165-0618-3.
- Vögel. Zürich, Diogenes 2005, ISBN 3-257-02082-1.
- Tomi Ungerer und Burkhard Hoellen: Don’t Hope, Cope! – Mut zum Leben. dgvt-Verlag, Tübingen 2006, ISBN 3-87159-100-9.
- Expect the unexpected. Ausgewählt von Daniel Keel und Daniel Kampa. Diogenes, Zürich 2006, ISBN 3-257-02107-0.
- Die Hölle ist das Paradies des Teufels. Gedanken und Notizen. Skizzen und Zeichnungen. Mit einem Vorwort von Elke Heidenreich. Diogenes, Zürich 2008, ISBN 978-3-257-06675-3, Besprechung:.[107]
- Künstler, Tod und Königsklopfen. 33 Aphorismen zu 33 Autorenportraits. Buchkunstobjekt. edition noir, Lich 2009, ISBN 978-3-9812398-2-9.[108]

### Architektur
Neben seinem grafischen Werk hat Ungerer auch architektonische Entwürfe konzipiert. Anlässlich der Zweitausendjahrfeier Straßburgs im Jahr 1988 entwarf er ein Denkmalensemble, bei dem ein janusköpfiger Bronzekopf von drei Pfeilern eines römischen Aquädukts überragt wird. Das Aquädukt führt tatsächlich Wasser, das an beiden Enden des Viadukts in ein Bassin fällt. Das Ensemble wird verschiedentlich als „Aquädukt des Janus“ (l’Aqueduc de Janus) oder als Janusbrunnen (Fontaine de Janus) bezeichnet und symbolisiert die durch Deutschland und Frankreich gleichermaßen geprägte Doppelkultur der Stadt. Es befindet sich auf der place Broglie neben der Opéra du Rhin.
Im Jahre 2002 wurde der Kindergarten Wolfartsweier im Karlsruher Ortsteil Wolfartsweier nach der Konzeption von Ungerer eröffnet. Die Form des Gebäudes gleicht einer stilisierten Katze, so ist der Haupteingang zugleich auch das Katzenmaul. Der „Schwanz der Katze“ dient als Rutschbahn ins Freie. Auch diese – begehbare – Skulptur widmete er der deutsch-französischen Freundschaft und einer Kooperation „ohne Grenzen“ zwischen Baden-Württemberg und dem Elsass.
Auf weniger Gegenliebe stieß Ungerers dritter Ausflug in die Architektur. Zunächst hatte eine Mehrheit des Stadtrats von Plochingen für den Bau einer öffentlichen Toilette gestimmt, die von Ungerer mit einem überdimensionalen menschlichen Hinterteil als Bedachung ausgestattet worden war. Aufgrund von heftigen Protesten seitens der Bevölkerung sah sich der Bürgermeister 2007 veranlasst, Ungerer um eine andere Ausführung zu bitten. Sein zweiter Entwurf ohne Po wurde daher mit großer Erleichterung und allgemeiner Zustimmung aufgenommen und am 15. September 2007 in seinem Beisein unter dem Namen les toilettes eröffnet.

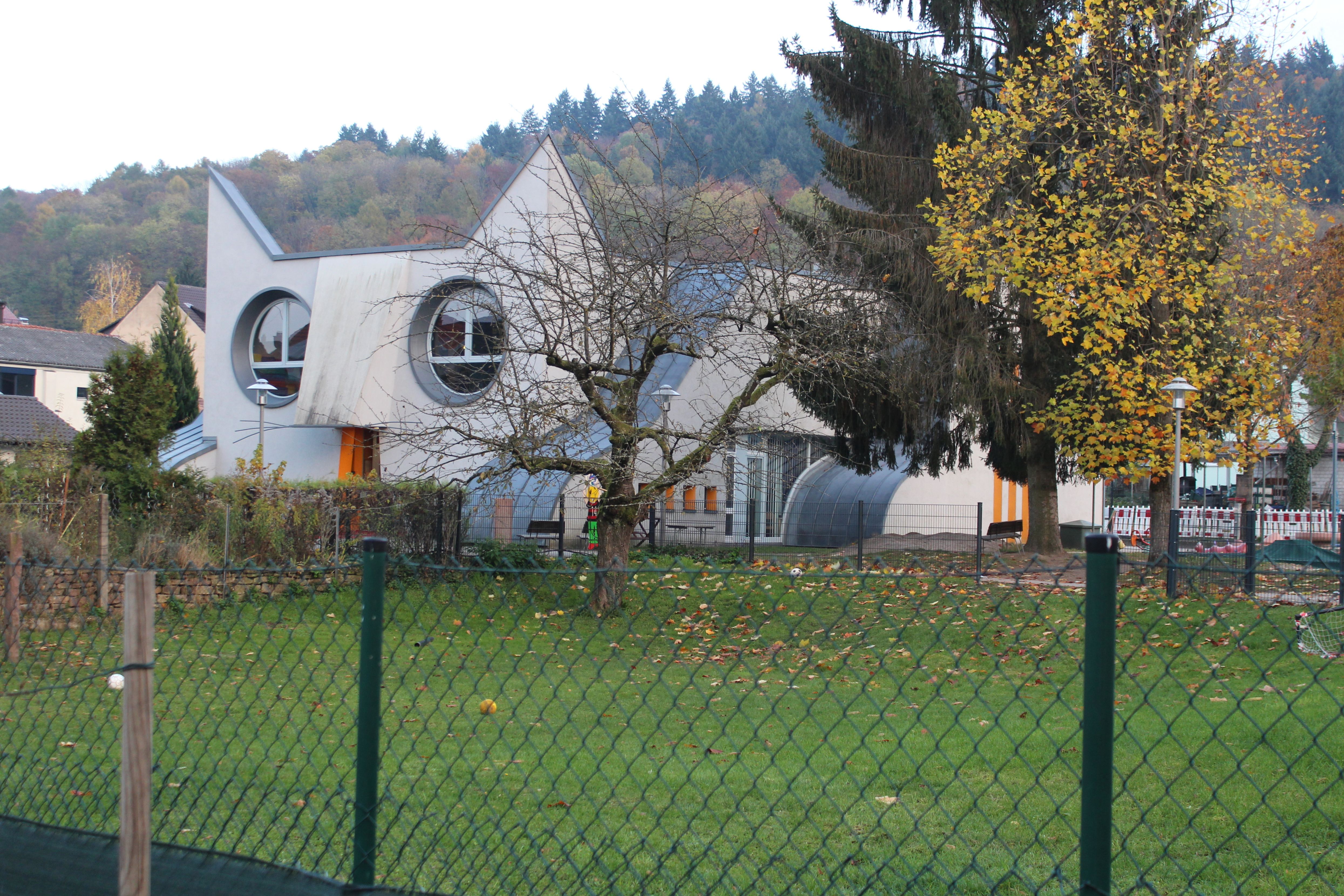
Kindergarten Wolfartsweier „Katze auf der Pirsch“[111] (2002)
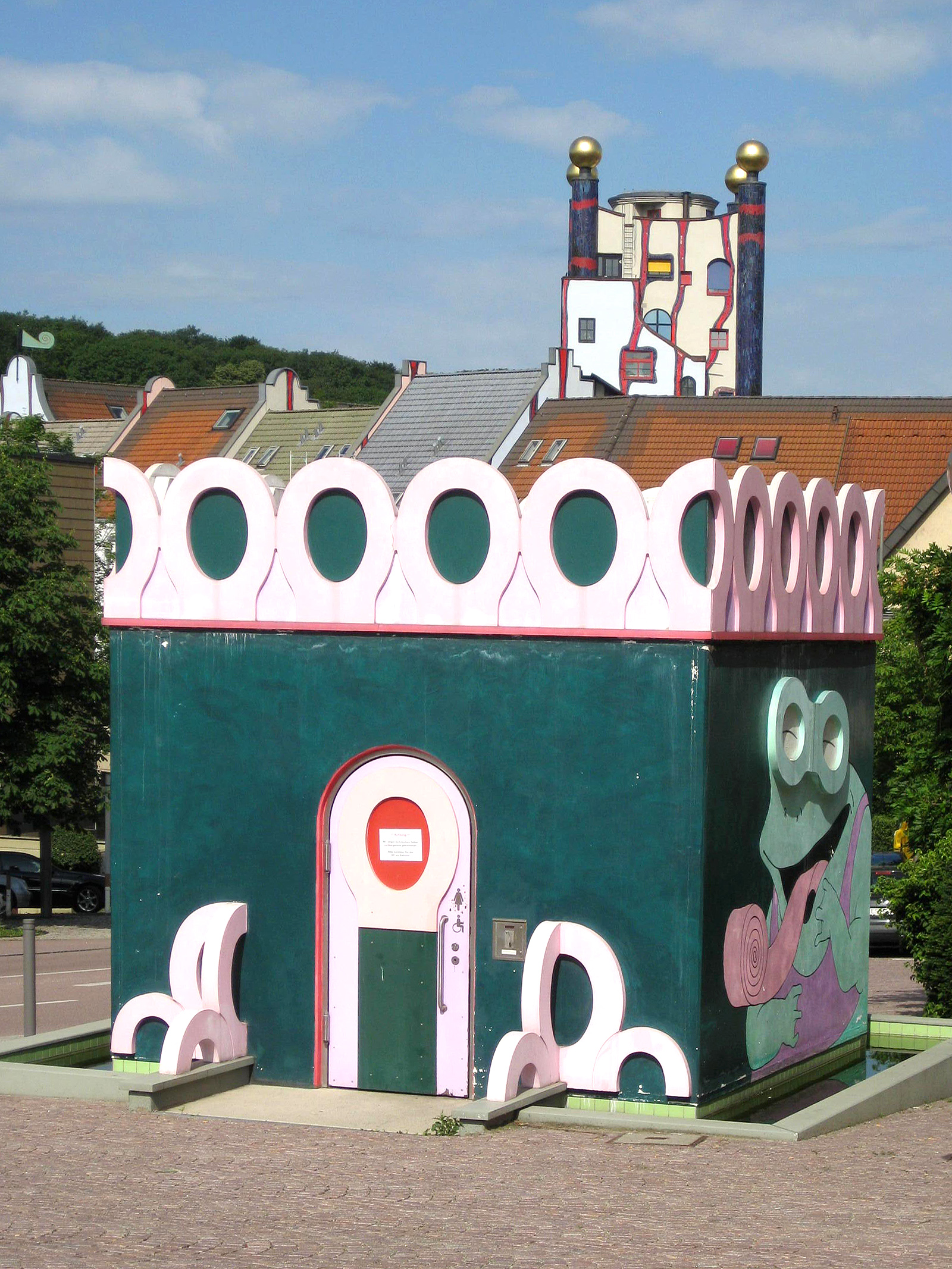
les toilettes, Plochingen, (2007), im Hintergrund Hundertwasserhaus Plochingen

### Verschiedenes
Tomi Ungerer wird im Musikfilm Monterey Pop des Dokumentarfilmers D. A. Pennebaker als Gestalter des Vorspanns genannt.

## Zitate
- Tomi Ungerer über seine Eltern:
„Mein Vater hat sie gezeichnet wie einen Vamp. Und hat sie auch fotografiert. Das hing alles zusammen, alles zusammen.“ (18. April 2004)[120]
- Über das Elsass:
„Man muss sich fragen, ob das Elsass nicht direkt vom Mittelalter im Rentenalter gelandet ist, das schneckenhafte elsässische Wesen.“[120]
- „Jedoch leidet der Elsässer immer noch unter Unsicherheitsgefühlen und einer zerspaltenen Identität. Was bin ich? Durch das Pendeln zwischen zwei Mächten haben wir genug Zweifel, um gut zu vergleichen. Die Relativität füttert unseren Humor, einen Humor (wie das Jüdische oder Irische) der Minorität. […] Mein elsässischer Humor hat mir geholfen, meinen inneren Zorn, Ekel und Verdruß zu überwinden und die Menschen zu respektieren und zu mögen, solange sie ihre Arroganz unterdrücken.“
(in: Hornbostel 1999, 7)[121]
- Über sein Leben:
„Ich war immer an Vögeln interessiert – und auch am Vögeln, beides.“[120]
- „Ich habe kein Abitur gehabt. Ich bin sogar per Anhalter nach Karlsruhe gegangen, um zu wissen, ob ich da Mineralogie und Geologie studieren könnte. Nein, ohne Abitur war das nicht möglich. Und jetzt bin ich von der gleichen Universität als doctor honoris causa. Es ist unglaublich.“[120]
- „Meine Satiren waren härter geworden, das konnten die Amerikaner nicht akzeptieren. Ich wurde im Kongress attackiert, wie ich es wagen könne, Kinderbücher mit erotischen Zeichnungen zu machen. Ich habe geantwortet, dass es ohne Sex nun mal keine Kinder gäbe. Danach war ich in Amerika erledigt. Bis vor acht Jahren standen meine Bücher auf der schwarzen Liste.“ [1993]. „Seit damals bin ich allergisch gegen Amerika, aber nicht gegen die Amerikaner, schließlich ist meine Frau Amerikanerin.“ (26. November 2001)[122]
- „Wie kann man mit Hoffnungslosigkeit in der Welt hoffen? Ich trage den Weltschmerz auf meinen Schultern. Diesen kann ich nur besiegen, indem ich aktiv bin. Ich kann sagen, die Hälfte meines Lebens und meiner Arbeit sind für gute Dinge. Man braucht nur krebskranke Kinder in einem Spital zu besuchen. Das sollte jeder Mensch einmal gemacht haben. Jedem Menschen mit einer Depression sollte man sagen: Nein, geh nicht zu einem Psychiater, geh auf eine Station mit krebskranken Kindern. Dann wirst du sehen, was für ein Glück du doch hast.“ (13. Juli 2006)[123]
- „Meine Beziehung mit dem Tod, für mich ist der Tod ein Freund. Ich war jetzt dreimal tot und jedesmal war es für mich eine tolle Erfahrung. Im Koma. Dieses Licht, kein Schuldgefühl. Das ist wirklich einmalig […] Ich lebe mit einer Sehnsucht des Todes.“[124]

Über Ungerer

„Geschickte Zeichner gibt’s viele. Wahre Artisten des Zeichenstiftes gibt es Unmengen. Zeichner sind wenige. Ungerer ist einer dieser Wenigen.“

“Tomi influenced everybody. His arrival was an enormous enrichment for our profession. No one was as original as he was.”

„Tomi beeinflusste alle. Seine Ankunft war eine enorme Bereicherung für unseren Berufsstand. Niemand war so originell wie er.“

« Avec son goût de l'absurde et de la subversion, son engagement social, il a contribué à bousculer les tabous de la littérature enfantine. »

„Mit seinem Spaß am Absurden und Subversiven, seinem sozialen Engagement hat er dazu beigetragen, die Tabus der Kinderliteratur zu überwinden.“

## Medien
- Halb Bürgerschreck, halb Heuschreck – Der Zeichner und Schriftsteller Tomi Ungerer. Radio-Porträt in der Ö1-Sendereihe „Menschenbilder“, Sendedatum: 17. September 1989, Audiodatei.
- Stefan Kurt liest Tomi Ungerer: Kein Kuss für Mutter, Flix, Der Hut. Regie Angelika Schaack. Hörcompany, Hamburg 2000, ISBN 3-935036-15-9. (1 Tonkassette, 37 Min.)
- Tomi Ungerer: Heute hier, morgen fort. Kein & Aber, Zürich 2001, ISBN 978-3-0369-1204-2. (3 CDs mit Beiheft, Spieldauer: 3 Std. 15 Min.)
- Elke Heidenreich: Ein aufsässiger Charakter. Elke Heidenreich trifft Tomi Ungerer. Live-Mitschnitt von der lit.Cologne 2008. 1 CD, Random House Audio, Köln/ Hamburg 2008, ISBN 978-3-86604-931-4.

## Hörfunk
- Großes Solo für Tomi. Eine Begegnung mit Tomi Ungerer. Radio-Feature, Deutschland, 2016, 53:49 Min., Buch: Sabine Fringes, Regie: Helga Mathea, Produktion: NDR, Ursendung: 22. November 2016 bei NDR Kultur, Sendeskript, (PDF; 24 S., 396 kB), Audio-Datei, aufrufbar bis zum 12. Februar 2020.
- Auf der Suche nach der verlorenen Heimat – Tomi Ungerer, sein Vater und das Elsass. Radio-Feature, Deutschland, 2009, 54 Min., Buch und Regie: Eggert Blum, Produktion: SWR2, Inhaltsangabe mit Audio-Datei, aufrufbar bis zum 21. Februar 2020. U. a. mit Tomi Ungerer und Thérèse Willer, Leiterin des Musée Ungerer.

## Filme (Auswahl)
- Tomi Ungerers Landleben. Dokumentarfilm, BR Deutschland, 1973, 58 Min., Buch und Regie: Percy Adlon, Produktion: Bayerischer Rundfunk, Inhaltsangabe, Gespräch mit Adlon über den Film:[127].
- Wir sind Babylon – Tomi Ungerers Ansichten über unsere Gesellschaft. Dokumentarfilm, BR Deutschland, 1979, 47 Min., Buch und Regie: Percy Adlon, Produktion: pelemele Film, SWF, Inhaltsangabe:[128].
- Heimathafen. (OT: Ports d'attache.) Dokumentarfilm, Frankreich, 1997, 25 Min., Buch und Regie: Christian Klein, Produktion: Picturial Films, arte, Reihe: Heimathafen, Inhaltsangabe von ARD.
- Tomi Ungerer mit Alexa Franke, Germain Muller, Roger Siffer und seinen Freunden. Gespräch, Deutschland, 1990, 93 Min., Moderation: Wieland Backes, Regie: Brigitte Dimter, Produktion: Süddeutscher Rundfunk, Stuttgart, Reihe: Auf der Couch.
- Mann vor wilder Landschaft. Ein Tag bei Tomi und Yvonne Ungerer in Irland. Fernseh-Reportage, Deutschland, 1997, 117 Min., Regie: Percy Adlon, Produktion: arte, pelemele Films GmbH, Inhaltsangabe von ARD, Filmdaten, (Memento vom 13. März 2005 im Internet Archive).
- Die dunkle Verführung des Faschismus. (OT: La sombre séduction du Fascisme.) Dokumentarfilm, 1997, Regie: C. Löwenstein, mit Tomi Ungerer als Zeitzeuge, Inhaltsangabe (Memento vom 18. März 2002 im Internet Archive) der Landesbildstelle Baden.
- Tomi Ungerer – Mein Leben, Ma vie. Dokumentation, Frankreich, Deutschland, 2005, 43 Min., Buch und Regie: Frank Eggers, Produktion: Macroscope Film, ZDF, arte, Erstausstrahlung: 17. Dezember 2005, Inhaltsangabe von arte. (Memento vom 31. Juli 2012 im Webarchiv archive.today).
- Tomi Ungerer – Mein Leben, meine Bücher. Dokumentation, 45 Min., Buch und Regie: Andreas Ammer, Produktion: NDR, Erstsendung: 26. November 2006, Inhaltsangabe von ARD.
- Tomi Ungerer. Gespräch mit Video-Einspielungen, Frankreich, Deutschland, 2012, 43 Min., Moderation: Vincent Josse, Produktion: arte France, Redaktion: Square, Erstsendung: 16. Dezember 2012 bei arte, Interview von arte, (Memento vom 21. Dezember 2012 im Internet Archive).
- Niemals weit genug – Die Geschichte des Tomi Ungerer. (OT: Far Out Isn’t Far Enough. The Tomi Ungerer Story.) Dokumentarfilm, USA, 2012, 98 Min., Buch und Regie: Brad Bernstein, Produktion: Corner of the Cave Media, Kinostart: 19. Dezember 2012 in Frankreich, deutsche Erstsendung: 16. Dezember 2014 im Bayerischen Fernsehen, Inhaltsangabe von ARD, Filmseite. U. a. mit Maurice Sendak, Jules Feiffer.
- Witz und Virtuosität! Tomi Ungerer erhält den Bayerischen Buchpreis. Fernseh-Reportage, Deutschland, 2017, 7:03 Min., Buch: Angelika Kellhammer, Kamera: Robin Worms, Produktion: Bayerischer Rundfunk, Redaktion: Capriccio, Erstsendung: 24. Oktober 2017 beim Bayerischen Fernsehen, Inhaltsangabe von ARD, online-Video von 3sat.
- Das Elsass, Heimat der „Drei Räuber“ von Tomi Ungerer. (OT: L'Alsace, aux sources des „Trois brigands“ de Tomi Ungerer.) Fernseh-Reportage, Frankreich, Deutschland, 2018, 13:30 Min., Buch und Regie: Claire Ricard, Produktion: arte, Reihe: Stadt Land Kunst (OT: Invitation au voyage), Erstsendung: 24. Januar 2018 bei arte, Inhaltsangabe von ARD und online-Video von arte, aufrufbar bis zum 24. Januar 2020.

### Verfilmungen
- Der Mondmann (2012). Zeichentrickfilm, Frankreich, Irland, Deutschland, 2012, 95 Min., Drehbuch und Regie: Stephan Schesch, Produktion: Cofinova 8, Schesch Filmkreation, Kinostart: 14. März 2013, Filmseite, u. a. mit den Stimmen von Tomi Ungerer als Erzähler, Katharina Thalbach als Mondmann, Ulrich Tukur als Präsident, Corinna Harfouch, Ulrich Noethen.
- Die drei Räuber. Zeichentrickfilm, 2007, 79 Min., Regie: Hayo Freitag, Produktion: Animation X-Produktion in Co-Produktion mit German Film Production (GFP), X-Filme Creative Pool; u. a. mit den Stimmen von Katharina Thalbach, Bela B., Joachim Król und Tomi Ungerer als Erzähler, FSK: ohne Altersbeschränkung[129][130]

### Portale
- Frühere Internetpräsenz von Tomi Ungerer, (Memento vom 28. Januar 2007 im Internet Archive), (frz., engl., dt.)
- Tomi Ungerer 1931–2019. In: Dernières Nouvelles d’Alsace (DNA)
- Ungerer-Portal. In: arte. 25. November 1997, archiviert vom Original am 11. Juli 2006.

### Presseartikel
- Tomi Ungerer im Cartoonmuseum. In: webjournal.ch, 13. Oktober 2006
„Dem ‚enfant terrible‘ unter den Cartoonisten und Bürgern Frankreichs, dem weltberühmten Illustrator, ist eine Retrospektivausstellung zu seinem 75. Geburtstag gewidmet.“
- Thomas Bodmer: „Weisheit ist sowieso langweilig“. (Memento vom 10. August 2017 im Internet Archive). In: Weltwoche. 23. November 2006, Nr. 47
„Dreimal war der Satiriker Tomi Ungerer klinisch tot – nun wird er 75. Trotz Krankheit arbeitet er auch jetzt an zehn Büchern.“
- Eine Idee pro Minute. In: webjournal.ch, 2. November 2007
„Strassburg schenkte sich ein Kleinod, das ein grosses Werk zeigt: Die Sammlung Tomi Ungerer.“
- „Die Hölle ist des Teufels Paradies.“ In: webjournal.ch, 29. Dezember 2008
 „Für faule Sprüche gibt es bemerkenswerterweise kein Fremdwort. Für gescheite hingegen schon, weshalb Aphorismen vielleicht nicht jedermanns Sache sind.“

### Interviews
- Interview mit Tomi Ungerer (Memento vom 14. Januar 2001 im Internet Archive) anlässlich seiner DHM-Ausstellung 2000 mit Originalton
- unter uns gesagt... Tomi Ungerer, Heiner Gautschy: zu Hause bei Tomi Ungerer (Interview), Sendung vom 12. Januar 1979 (YouTube)
- Carmen Böker: „Ich habe mein Spektakel jetzt hinter mir.“ In: Berliner Zeitung. 24. November 2001, archiviert vom Original am 17. Dezember 2014.
- Ich bin markiert vom Tod. In: Die Zeit. 26. April 2007, Nr. 18.
- Ungerer zum Tomi Ungerer-Museum. (Memento vom 18. April 2013 im Webarchiv archive.today). In: arte. 8. November 2007: „Vorher hatte ich nur meinen Stift. Jetzt mit dem Museum habe ich eine Stiftung.“
- Im Kopf die wüsten Phantasien. (Memento vom 29. Dezember 2014 im Internet Archive) In: SWR1, Leute, 12. Mai 2010, Gespräch mit Stefan Siller, mit Audio-Datei, 25:50 Min.
- Künstler Tomi Ungerer im Gespräch mit Claudia Dammann. In: WDR 5, Tischgespräch. Gesprächskultur mit prominenten Zeitgenossen, 2013, mit Audio-Datei, 52:55 Min., aufrufbar bis zum 13. Februar 2020.
- Kurz-Video, 2:02 Min. In: Kulturzeit / 3sat, 2016.
- Erlebte Geschichten mit Tomi Ungerer. In: WDR 5, Erlebte Geschichten, 20. März 2016, mit Audio-Datei, 23:39 Min.